# Guinevere Turner
Guinevere Turner (ur. 23 maja 1968 w Bostonie w stanie Massachusetts, Stany Zjednoczone) – amerykańska aktorka, scenarzystka i reżyser filmowa, zdobywczyni nagrody Chlotrudis Award. Jest najbardziej znana jako kreatorka skryptu do filmów American Psycho i Słynna Bettie Page. Pisała także scenariusze do poszczególnych odcinków serialu Słowo na L.
Jest zdeklarowaną lesbijką.